# UFC 2009 Undisputed
UFC 2009 Undisputed è un videogioco di arti marziali miste sulla Ultimate Fighting Championship (UFC), sviluppato dalla Yuke's e pubblicato dalla THQ. Il gioco è stato pubblicato, negli Stati Uniti, il 19 maggio 2009, per Xbox 360 e PlayStation 3. È il primo gioco realizzato dalla THQ sulla UFC, dopo l'accordo realizzato nel 2007, ed è il primo videogame realizzato su questa federazione da UFC: Sudden Impact del 2004. Una demo giocabile è stata pubblicata su Xbox Live e sul PlayStation Network il 23 aprile 2009 ed include un tutorial e un match giocabile tra Chuck Liddell e Mauricio Rua.

## Modalità di gioco
In contrasto con i videogiochi sul wrestling realizzati da THQ, il nuovo gioco sulla UFC è stato descritto dagli sviluppatori come un realistico simulatore di AMM. Oltre cento personalità della UFC sono state incluse ed oltre ottanta di questi sono lottatori, di diverse classi di peso. In un primo trailer, datato giugno 2008, sono stati mostrati Mike Goldberg e Joe Rogan, l'annunciatore Bruce Buffer, l'arbitro Mario Yamasaki, ring girls come Arianny Celeste e Edith Larente ed altre personalità come Jacob Duran e Juanito Ibarra. I modelli sono definiti in maniera accurata, con oltre 30000 poligoni utilizzati.

## Stili di combattimento
Gli sviluppatori Yuke's hanno incluso sei tipi di combattimento principali: boxing, ju jitsu brasiliano, judo, kick boxing, Muay Thai e wrestling. Questi stili sono posizionati in due categorie, perché ogni atleta può avere due abilità. Gli attacchi semplici possono essere di tipo boxing, Muay Thai o kick boxing, mentre le prese più complesse possono essere di ju jitsu, wrestling o judo.

## Roster
Il roster completo è stato rivelato e pubblicato da Gamespot.
| Pesi Massimi | Pesi Mediomassimi | Pesi Medi | Pesi Welter | Pesi Leggeri |
| --- | --- | --- | --- | --- |
| - Andrei Arlovski - Mark Coleman - Mirko Cro Cop - Gabriel Gonzaga - Antoni Hardonk - Heath Herring - Cheick Kongo - Brock Lesnar - Justin McCully - Frank Mir - Antônio Rodrigo Nogueira - Eddie Sanchez - Tim Sylvia - Cain Velasquez - Brandon Vera - Fabrício Werdum | - Houston Alexander - Ryan Bader - Tim Boetsch - Stephan Bonnar - Rashad Evans - Forrest Griffin - Wilson Gouveia - James Irvin - Quinton Jackson - Keith Jardine - Chuck Liddell - Lyoto Machida - Kazuhiro Nakamura - Tito Ortiz - Mauricio Rua - Thiago Silva - Wanderlei Silva | - Ricardo Almeida - Michael Bisping - Rich Franklin - Kendall Grove - Dan Henderson - Chris Leben - Thales Leites - Jason MacDonald - Drew McFedries - Demian Maia - Martin Kampmann - Nate Marquardt - Yushin Okami - Amir Sadollah - Anderson Silva - Evan Tanner | - Thiago Alves - Matt Arroyo - Kyle Bradley - Josh Burkman - Marcus Davis - Jon Fitch - Matt Hughes - Anthony Johnson - Josh Koscheck - Chris Lytle - Karo Parisyan - Diego Sanchez - Ben Saunders - Matt Serra - Georges St-Pierre - Mike Swick | - Mark Bocek - Rich Clementi - Mac Danzig - Nathan Diaz - Frank Edgar - Efrain Escudero - Spencer Fisher - Kenny Florian - Hermes Franca - Tyson Griffin - Roger Huerta - Joe Lauzon - Gray Maynard - B.J. Penn - Sean Sherk - Joe Stevenson - Thiago Tavares |